# اتفاق بوليه–نيوكومب

الحدود في منطقة بحيرة طبريا والجولان تظهر الحدود العثمانية، اتفاق 1920 واتفاق 1923

اتفاق بوليه–نيوكومب أو خط بوليه–نيوكومب يعرف أيضًا باسم الاتفاقيات الحدودية البريطانية الفرنسية كانت سلسلة من الاتفاقيات الموقعة بين 1920 و1923 بين الحكومتين البريطانية والفرنسية فيما يتعلق بوضع وطبيعة حدود انتدابي فلسطين وبلاد الرافدين المنسوبين إلى بريطانيا العظمى وانتداب سوريا ولبنان المنسوب لفرنسا. وقد حدد الاتفاق خط الحدود السورية الفلسطينية بين البحر الأبيض المتوسط وبلدة الحمة.